# Conférence d'Olmütz
La conférence d'Olmütz — aussi connue sous le nom de traité d'Olmütz (ou encore la reculade d'Olmütz, voire l'humiliation d'Olmütz) — est le nom d'un accord diplomatique conclu le 29 novembre 1850 entre la Prusse, l'Autriche et la Russie qui mit fin aux tensions austro-prussiennes entre 1848 et 1850. La conférence rassemblant les représentants des trois pays a eu lieu du 28 au 30 novembre 1850 à Olmütz. Par cette conférence, la Prusse abandonne l'union d'Erfurt, c'est-à-dire la mise en pratique de la solution petite-allemande, et accepte le retour à la Confédération germanique sous commandement autrichien. Il est également connu sous le nom d'humiliation d'Olmütz, étant donné que le traité a été considéré par beaucoup comme une capitulation des Prussiens devant les Autrichiens.

## Contexte

### Révolution de mars
En février 1848, une révolution éclate en France. Ce mouvement politique s'étend dans toute l'Europe et déclenche le printemps des peuples. En Allemagne, la révolution a lieu en mars et touche Berlin et Vienne. Les libéraux et les démocrates voulant unifier le pays et le doter de droits fondamentaux débattent au parlement de Francfort qui est élu en mai 1848 en remplacement du Bundestag de l'ancienne Confédération germanique. Début 1849, après de longs désaccords, les députés se prononcent en faveur de la solution petite-allemande avec donc à la tête du nouvel État le roi de Prusse Frédéric-Guillaume IV. Celui-ci refuse cependant la couronne d'empereur que lui apportent les députés le 3 avril 1849. Le projet d'unification du pays et les libéraux essuient un cuisant échec. Le Parlement de Francfort est dissous.

### Politique d'Union

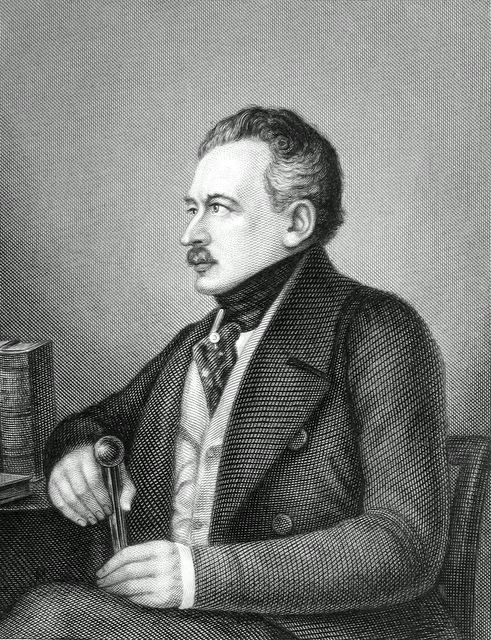
Joseph von Radowitz est le grand artisan de l'Union d'Erfurt.

Joseph von Radowitz, un conservateur proche du roi, souhaite cependant poursuivre le processus d'unification. Le Parlement de Gotha est alors convoqué en juin 1849 suivi de l'union d'Erfurt en mars 1850. L'alliance des trois rois, entre la Prusse, le Hanovre et la Saxe est conclue le 26 mai 1849. Ces deux derniers États insistent pour que les négociations sur l'unification reprennent depuis le départ en l'absence d'un accord avec la Bavière et l'Autriche. Frédéric-Guillaume espère naïvement que l'Autriche laisse à la Prusse la couronne impériale, Autriche qui durant la révolution de mars était au bord de l'éclatement, avec d'un côté la première guerre d'indépendance italienne et de l'autre la révolution hongroise. Celle-ci a entre-temps retrouvé de ses forces. Son ministre-président Schwarzenberg cherche la concrétisation de la solution grande-allemande et donc un empire de 70 millions d'habitants,. 
La rupture de la trêve de Malmö le 10 juillet et l'écrasement de la révolution hongroise en août 1849 mettent à mal la Prusse. A.J.P. Taylor écrit qu'elle a laissé passer sa chance. Schwarzenberg veut alors agir immédiatement contre la Prusse, mais il n'est pas au courant du résultat des discussions entre l'empereur François-Joseph et Frédéric-Guillaume du 9 septembre. Un accord est donc trouvé pour que les deux puissances dirigent ensemble la Confédération germanique jusqu'au 1er mai 1850. L'Union d'Erfurt ouvre alors et décide d'une constitution. La paix avec le Danemark est signée le 2 juillet 1850.

### Fortes tensions austro-prussiennes

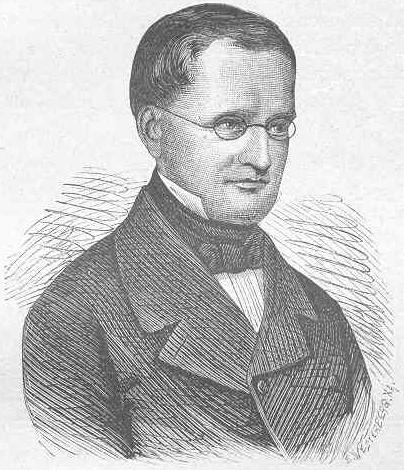
Otto Theodor von Manteuffel.

La question de savoir si la Prusse ou l'Autriche doivent dominer les autres États allemands se fait pressante. L'Autriche reforme la Confédération germanique de manière unilatérale. Les autres grandes puissances qui ont participé aux accords de paix se détournent de la Prusse à cause de son attitude ambivalente. La France elle-même a sûrement intérêt à envenimer le conflit. Louis-Napoléon Bonaparte négocie avec les deux puissances des gains de territoires, notamment le Palatinat bavarois, en échange de son aide, la Prusse refuse catégoriquement tandis que l'Autriche se montre plus accueillante. La Prusse, isolée, se tourne vers le tsar. Par ailleurs, deux demandes d'interventions de la Confédération germanique sont faites : d'un côté dans la Hesse afin de régler un conflit entre le prince et ses ordres, de l'autre dans le duché de Holstein afin d'y mater les émeutes, cette dernière demande émanant du roi du Danemark. Cela fait monter la pression entre les deux puissances. La Prusse considère que le nord du pays est sa zone d'influence naturelle, par ailleurs la Hesse est particulièrement sensible, car elle est le point de passage entre les territoires de l'est et de l'ouest de la Prusse. Radowitz devenu entretemps ministre des Affaires étrangères prussien, menace l'Autriche de guerre en cas d'intervention militaire de la Confédération germanique. L'Autriche conclut avec la Bavière et le Wurtemberg l'alliance défensive de Bregenz le 12 octobre et peut également compter au niveau international sur le soutien de la Russie,.
La Prusse refuse l'escalade le 2 novembre et rétablit les négociations avec l'Autriche. Radowitz démissionne, il est remplacé par Manteuffel. La situation reste cependant confuse, le prince Guillaume pensant par exemple que la Prusse est supérieure militairement à la monarchie du Danube. Le 6 novembre, la Prusse mobilise. Le 8, des tirs sont échangés entre soldats autrichiens et prussiens près de Fulda. La Prusse tente alors de se rapprocher de la Grande-Bretagne sans succès, celle-ci trouvant l'excuse de ne vouloir s'impliquer que si la France soutient également la Prusse. Louis-Napoléon Bonaparte souhaite le maintien du statu quo de 1815. Manteuffel décide donc de capituler.

## Traité

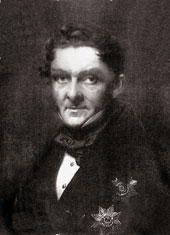
Pierre de Meyendorff impose les points de vue de l'Autriche lors de la conférence.

Manteuffel souhaite rencontrer Schwarzenberg. Une conférence a donc lieu le 27 novembre à Olmütz (actuel Olomouc), dans le margraviat de Moravie. Meyendorff, l'ambassadeur de Russie en Autriche et anciennement ambassadeur à Berlin qui représente donc le tsar Nicolas Ier de Russie, est également invité aux discussions. Ce dernier tente de maintenir les acquis du congrès de Vienne et défend donc l'Autriche. Le traité n'est, somme toute, qu'une reculade : la Prusse renonce à l'union d'Erfurt, accepte l'intervention autrichienne en Hesse et en Holstein, enfin elle retourne dans la Confédération germanique. Cette dernière est donc restaurée dans son ancienne forme.

## Conséquences
Le traité met provisoirement fin aux tentatives d'unification de l'Allemagne sous domination prussienne. La Confédération germanique retrouve donc sa forme d'avant la révolution de mars. L'Autriche tente la même année d'intégrer ses autres territoires à celle-ci mais sans succès. La question de l'hégémonie en Allemagne va se trouver relancée quinze ans plus tard par l'issue de la guerre des Duchés.